# Régions du Portugal

Les 9 régions du Portugal, également appelées NUTS 2

Le Portugal compte sept régions, qui sont réparties entre les neuf régions nationales de la deuxième division des Nomenclature des Unités Territoriales Statistiques (également appelée NUTS). Cette division a été de plus en plus utilisée pour définir les domaines d'activité des services décentralisés des différents ministères, qui remplacent les municipalités, également appelés municípios.
Parmi les neuf régions figurent également les régions autonomes de Madère et des Açores, qui constituent toutes deux simultanément une sous-région. Géographiquement, elles sont incluses dans la liste, mais leur autonomie les distingue clairement des cinq régions continentales du pays.
La subdivision des régions attire de plus en plus l'attention au Portugal, car la plupart des ministères se trouvent dans la Région métropolitaine de Lisbonne et le pays est exclusivement "gouverné depuis la capitale". La plupart des Portugais, principalement du nord et de l’Algarve, aspirent à une autonomie pour toutes les régions afin de pouvoir lutter contre les inégalités sociales et économiques dans le pays, étant donné que les gouvernements précédents avaient en partie une vision centraliste et que l'économie se développait principalement dans la Région métropolitaine de Lisbonne.

## Histoire
La Constitution portugaise de 1976 distingue les régions (en portugais : região) en deux catégories : deux régions insulaires autonomes – les îles Açores et Madère – et cinq régions administratives (à créer sur le continent). Les régions sont elles-mêmes divisées en sous-régions et districts. Cependant, les limites des régions continentales ne sont pas exactement superposées à celles des districts. Le plus petit échelon de collectivité territoriale est la freguesia.
Toutes ces entités administratives ont déjà été établies au Portugal, à l'exception des régions administratives, dont la création est prévue depuis l'adoption de la Constitution, c'est-à-dire depuis 1976. Selon ce document, « tant que les régions administratives ne seront pleinement mises en place, la division au niveau des districts subsistera dans l'espace non compris pour elles ». Ainsi, dans le Portugal continental, les municipalités restée groupées en 18 districts.
Un référendum sur la création de régions a été organisé en 1998, mais cette proposition a été rejetée et par ailleurs la participation des électeurs a été insuffisante (49 %). La non-création des régions administratives a entraîné une « lacune » dans la structure administrative du pays. En effet, selon la loi, des compétences diverses au niveau supra-municipal doivent être attribuées à des organismes régionaux et ne relèvent ni de l'État ni des municipalités, elles ne peuvent donc actuellement pas être exercées puisque les régions administratives ne sont pas encore mises en place. Dans les années suivant le référendum, de nombreuses entités ont essayé de combler cette lacune dans les compétences administratives. Toutefois, ces entités étaient toutes composées d'organismes non élus et opèrent dans de nombreux domaines qui se chevauchent. La mise en œuvre d'un nouveau référendum sur la question de la régionalisation fait l'objet de débats.

## Subdivisions
Il existe trois subdivisions des unités territoriales à des fins statistiques, également appelées NUTS, qui divisent le pays de manière différente. Cette division est de plus en plus utilisée pour définir les domaines d'activité des services déconcentrés des différents ministères, remplaçant les districts.
- NUTS 1 : répartition entre le Portugal continental et les îles des Açores et de Madère;
- NUTS 2 : subdivision entre les sept régions nationales et
- NUTS 3 : répartition entre les 25 sous-régions nationales.

| NUTS 1            |  | NUTS 2                  |                                | NUTS 3               |
| Continent et îles |  | 9 régions               |                                | 26 sous-régions      |
| ----------------- |  | ----------------------- | ------------------------------ | -------------------- |
| Continent         |  | Alentejo                |                                | Alentejo central     |
| Continent         |  | Alentejo                | Alentejo littoral              |                      |
| Continent         |  | Alentejo                | Haut Alentejo                  |                      |
| Continent         |  | Alentejo                | Bas Alentejo                   |                      |
| Continent         |  | Algarve                 |                                | Algarve              |
| Continent         |  | Centre                  |                                | Beira Baixa          |
| Continent         |  | Centre                  | Beiras et Serra da Estrela     |                      |
| Continent         |  | Centre                  | Região de Aveiro               |                      |
| Continent         |  | Centre                  | Região de Coimbra              |                      |
| Continent         |  | Centre                  | Região de Leiria               |                      |
| Continent         |  | Centre                  | Viseu Dão-Lafões               |                      |
| Continent         |  | Ouest et Vallée du Tage |                                | Lisière du Tage      |
| Continent         |  | Ouest et Vallée du Tage | Moyen Tage                     |                      |
| Continent         |  | Ouest et Vallée du Tage | Ouest                          |                      |
| Continent         |  | Grand Lisbonne          |                                | Grand Lisbonne       |
| Continent         |  | Péninsule de Setúbal    |                                | Péninsule de Setúbal |
| Continent         |  | Nord                    |                                | Haut Minho           |
| Continent         |  | Nord                    | Haut Tâmega                    |                      |
| Continent         |  | Nord                    | Région métropolitaine de Porto |                      |
| Continent         |  | Nord                    | Ave                            |                      |
| Continent         |  | Nord                    | Cávado                         |                      |
| Continent         |  | Nord                    | Douro                          |                      |
| Continent         |  | Nord                    | Tâmega et Sousa                |                      |
| Continent         |  | Nord                    | Terres de Trás-os-Montes       |                      |
| Açores            |  | Açores                  |                                | Açores               |
| Madère            |  | Madère                  |                                | Madère               |

## Liste des régions
La liste suivante présente les sept régions avec la capitale régionale, des données sur la superficie, le nombre de districts et de communes, la population pour l'année 2021 grâce au recensement effectué et la densité de population.
| Région                  | Capitale      | Superficie | Municipalités | Paroisse | Population (2021) | densité de population pour km2 |
| ----------------------- | ------------- | ---------- | ------------- | -------- | ----------------- | ------------------------------ |
| Nord                    | Porto         | 21.286 km² | 86            | 1.426    | 3.587.074         | 168                            |
| Centre                  | Coimbra       | 23.273 km² | 75            | 790      | 1.695.635         | 73                             |
| Ouest et Vallée du Tage | Santarém      | 9.201 km2  | 36            | 250      | 852.583           | 93                             |
| Grand Lisbonne          | Lisbonne      | 1.381 km²  | 9             | 81       | 2.062.306         | 1,484                          |
| Péninsule de Setúbal    | Setúbal       | 1.421 km²  | 9             | 37       | 807.902           | 497                            |
| Alentejo                | Évora         | 27.330 km² | 47            | 231      | 474.701           | 17                             |
| Algarve                 | Faro          | 4.960 km²  | 16            | 67       | 467.475           | 94                             |
| Açores                  | Ponta Delgada | 2.333 km²  | 19            | 155      | 236.440           | 101                            |
| Madère                  | Funchal       | 801 km²    | 11            | 54       | 250.769           | 313                            |
| Portugal                | Lisbonne      | 91.228 km² | 308           | 3.091    | 10.344.802        | 113                            |

## Régions continentales

### Région Nord(Norte)
Capitale régionale : Porto. Autres villes importantes : Gaia, Braga, Guimarães, Vila Real, Bragança, Lamego, Viana do Castelo, Maia, Matosinhos, Chaves, Barcelos, São João da Madeira.
| Elle se divise en 8 sous-régions : - la sous-région du Haut Trás-os-Montes (Alto Trás-os-Montes) ; - la sous-région d’Ave ; - la sous-région du Cávado ; - la sous-région du Douro ; - la sous-région d’Entre Douro et Vouga (Entre Douro e Vouga) ; - la sous-région du Grand Porto (Grande Porto) ; - la sous-région du Minho-Lima ; - la sous-région de la Tâmega. | La région recouvre les 8 districts suivants : - en totalité : les districts de Braga, Bragance, Porto, Viana do Castelo et Vila Real ; - en partie : les districts d’Aveiro, Guarda et Viseu. |

### Région Centre(Centro)
Capitale régionale : Coimbra. Autres villes importantes : Aveiro, Viseu, Guarda, Leiria, Castelo Branco, Covilhã, Figueira da Foz.
| Elle se compose de 10 sous-régions : - la sous-région du Bas Mondego (Baixo Mondego) ; - la sous-région de la Basse Vouga (Baixo Vouga) ; - la sous-région de la Beira intérieure Nord (Beira Interior Norte) ; - la sous-région de la Beira intérieure Sud (Beira Interior Sul) ; - la sous-région de Cove de Beira (Cova da Beira) ; - la sous-région de Dão-Lafões ; - la sous-région du Pinhal intérieur Nord (Pinhal Interior Norte) ; - la sous-région du Pinhal intérieur Sud (Pinhal Interior Sul) ; - la sous-région du Pinhal littoral (Pinhal Litoral) ; - la sous-région de la Serra de l’Estrela (Serra da Estrela). | La région recouvre 6 districts : - en totalité : les districts de Castelo Branco et Coimbra ; - en partie : les districts d’Aveiro, Guarda, Leiria et Viseu. |

### Ouest et Vallée du Tage(Oeste e Vale do Tejo)
Capitale régionale : Santarém (Santarém). Autres villes importantes : Caldas da Rainha, Torres Vedras, Tomar, Peniche, Alcobaça, Cartaxo, Abrantes, Torres Novas, Alpiarça, Almeirim.
| Elle se compose de 3 sous-régions : - la sous-région de la Lisière du Tage (Lezíria do Tejo). - la sous-région du Moyen Tage (Médio Tejo) ; - la sous-région Ouest (Oeste). |

### Grand Lisbonne(Grande Lisboa)
Capitale régionale : Lisbonne (Lisboa). Autres villes importantes : Amadora, Odivelas, Queluz, Agualva-Cacem, Sintra, Loures, Mafra, Oeiras, Cascais.
| Elle se compose de 1 sous-régions : - la sous-région de Grand Lisbonne (Grande Lisboa). |

### Péninsule de Setúbal(Península de Setúbal)
Capitale régionale : Setúbal (Setúbal). Autres villes importantes : Almada, Barreiro, Seixal, Amora, Palmela, Alcochete, Moita, Montijo, Sesimbra.
| Elle se compose de 1 sous-régions : - la sous-région de Péninsule de Setúbal (Península de Setúbal). |

### Alentejo
Capitale régionale : Évora. Autres villes importantes : Beja, Portalegre, Grândola, Elvas, Sines, Estremoz, Campo Maior, Ourique.
| Elle se compose de 4 sous-régions : - la sous-région de l’Alentejo central (Alentejo Central) ; - la sous-région de l’Alentejo littoral (Alentejo Litoral) ; - la sous-région du Haut Alentejo (Alto Alentejo) ; - la sous-région du Bas Alentejo (Baixo Alentejo) ; | La région recouvre 4 districts : - en totalité : les districts de Beja, Évora et Portalegre ; - en partie : les districts de Setúbal. |

### Algarve
Capitale régionale : Faro. Autres villes importantes : Portimão, Lagos, Tavira, Silves, Olhão, Loulé, Albufeira.
| Elle se compose d’1 seule sous-région : - l’Algarve. | La région recouvre 1 seul district : - en totalité : le district de Faro. |

## Régions insulaires

### Région autonome desAçores
Capitale régionale : Ponta Delgada. Autres villes importantes : Angra do Heroísmo, Horta.
| La région autonome n’est pas découpée en sous-régions. | La région autonome recouvre 3 anciens districts qui ont été dissous en 1976 : - en totalité : les districts de Angra do Heroísmo, Horta et Ponta Delgada. |  |

### Région autonome deMadère(Madeira)
Capitale régionale : Funchal. Autres villes importantes : Câmara de Lobos, Machico.
| La région autonome n’est pas découpée en sous-régions. | La région autonome recouvre 1 seul ancien district qui a été dissous en 1976 : - en totalité : le district de Funchal. |  |